# Daring Club Motema Pembe
Daring Club Motema Pembe ist ein kongolesischer Fußballverein aus der Hauptstadt Kinshasa. Der mehrfache nationale Titelträger gewann 1994 den African Cup Winners’ Cup.

## Geschichte
Der Klub gründete sich am 22. Februar 1936 unter dem Namen Daring Faucon, wurde aber 1949 in CS Imana umbenannt. Nachdem die Demokratische Republik Kongo im Juni 1960 unabhängig geworden war, nahm der Klub im Anschluss an der nationalen Meisterschaft teil und wurde 1963 der erste dokumentierte Meister. In den folgenden Jahren gehörte der Klub zusammen mit dem AS Vita Club und Tout Puissant Mazembe zu einem die Meisterschaft dominierenden Trio. Entsprechend stellten diese drei Mannschaften auch das Rückgrat der zairischen Nationalmannschaft und dem Kader bei der WM 1974.
Nachdem die beiden Konkurrenten bereits in den ausgehenden 1960er und 1970er Jahren insbesondere durch den Gewinn des African Cup of Champions Clubs auch auf kontinentaler Ebene erfolgreich gewesen waren, gelang Imana Kinshasa 1994 gegen Kenya Breweries FC der Gewinn des African Cup Winners’ Cup. Das anschließende Spiel um den CAF Super Cup ging jedoch gegen den tunesischen Vertreter Espérance Sportive de Tunis verloren.